# Andreas Liess
Andreas Liess (* 16. Juni 1903 in Klein-Kniegnitz in Schlesien; † 21. Mai 1988 in Klosterneuburg) war ein österreichischer Musikpädagoge, Musikwissenschaftler und Kulturphilosoph.

## Leben
Andreas Liess entstammt mütterlicherseits einem der ältesten Pastorengeschlechter Schlesiens. Auch sein Vater war evangelischer Pfarrer in Schlesien. Nach seiner Gymnasialzeit in Strehlen in Niederschlesien studierte er in Wien Musikwissenschaft bei Guido Adler und Rudolf von Ficker, unter dem er 1928 mit der Dissertation „Die Grundelemente der Harmonik in der Musik von Claude Debussy“ promoviert wurde. Während seines zweijährigen Aufenthaltes in Paris traf er mit den dort führenden Persönlichkeiten der Musik zusammen, vor allem mit Madame Debussy, Arthur Honegger, Jacques Ibert, Florent Schmitt und Bohuslav Martinů. Nach seiner Rückkehr aus Paris lebte er 20 Jahre als freier Schriftsteller in Wien, wo ihm nach seiner Habilitation über die Wiener Barockmusik 1952 die Dozentur für Musikgeschichte am Konservatorium der Stadt Wien übertragen wurde. 1958 wurde er an die Staatsakademie für Musik (1970 Hochschule für Musik und darstellende Kunst, seit 1998 Universität für Musik und darstellende Kunst) berufen, wo er als Hochschulprofessor bis zu seiner Emeritierung 1973 die Fächer Musik- und Kulturgeschichte sowie Musikästhetik lehrte. In den letzten Lebensjahren lebte er zurückgezogen in der Nähe von Wien. Seine letzte Ruhestätte fand der auf dem Weidlinger Friedhof in Klosterneuburg. Sein Nachlass befindet sich in der Wienbibliothek im Rathaus in Wien. Der Briefwechsel mit Carl Orff wird in der Bayerischen Staatsbibliothek und im Orff-Zentrum München verwahrt, die Korrespondenz mit Joseph Marx und Egon Wellesz in der Österreichischen Nationalbibliothek. 

## Werk
Von seinen musikgeschichtlichen Arbeiten sind besonders folgende Themenbereiche hervorzuheben: Claude Debussy und die neuere französische Musik sowie die Moderne insgesamt, insbesondere Carl Orff, mit dem er jahrzehntelang in engem persönlichen und geistigen Kontakt stand. Weitere Schwerpunkte: Johann Joseph Fux und die Wiener Barockmusik sowie die Wiener Oper (Johann Michael Vogl). Seine kulturphilosophischen Arbeiten kreisen um die Konzeption eines „polydimensional-dynamischen Geschichtsbildes“ durch Anwendung des Begriffes der „Umdeutung“. Auch seine musikgeschichtlichen Arbeiten sind in diese Konzeption eingebettet.

## Auszeichnungen
- Förderungspreis der Stadt Wien 1952
- Theodor-Körner-Preis 1958 und 1961
- Gewähltes Mitglied der Vereeniging voor Nederlandse Muziekgeschiedenis 1952 (als erster Österreicher nach dem Krieg)
- Medaille Pro Musica Austriaca der Johann Joseph Fux-Gesellschaft in Graz 1963
- Österreichisches Ehrenkreuz für Wissenschaft und Kunst 1968

## Veröffentlichungen (Auswahl)
- Claude Debussy. Das Werk im Zeitbild. 2 Bände. (= Sammlung musikwissenschaftlicher Abhandlungen - Collection d’études musicologiques. 19). Straßburg 1936. (2. Auflage. Verlag Valentin Körner, Baden-Baden 1978, ISBN 3-87320-519-X)
- Claude Debussy und das deutsche Musikschaffen. (= Kleine deutsche Musikbücherei. Band 2). Verlag Triltsch, Würzburg 1939.
- L. v. Beethoven und Richard Wagner im Pariser Musikleben. (= Geistiges Europa). Verlag Hoffmann und Campe, Hamburg 1939.
- Die Triosonaten von Johann Joseph Fux. Eine Studie zum dynamischen Geschichtsbild im süddeutschen Spätbarock. Berlin 1940
- Joseph Marx, Leben und Werk. Steirische Verlagsanstalt, Graz 1943.
- Wiener Barockmusik. (= Wiener Musik-Bücherei. Band 3). Verlag Ludwig Doblinger, Wien 1946.
- Johann Joseph Fux, Ein steirischer Meister des Barock, nebst einem Verzeichnis neuer Werkfunde. Verlag Doblinger, Wien 1948.
- Die Musik im Weltbild der Gegenwart. Erkenntnis und Bekenntnis. Werk-Verlag Frisch & Perneder, Lindau 1949.
- Franz Schmidt. Leben und Schaffen. Hermann Böhlaus Nachf., Graz 1951.
- Johann Michael Vogl, Hofoperist und Schubertsänger. Hermann Böhlaus Nachf., Graz/Köln 1954.
- Carl Orff, Idee und Werk. Atlantis Musikbuch-Verlag, Zürich 1955. (zweite, überarbeitete Auflage. Atlantis Musikbuch-Verlag, Zürich 1977, ISBN 3-7611-0236-4. Taschenbuchausgabe Wilhelm Goldmann-Verlag, München 1980, ISBN 3-442-33038-6)
- Die Musik des Abendlandes im geistigen Gefälle der Epochen. Ein historisch-phänomenologischer Entwurf. hg. in Zusammenarbeit mit der Österreichischen Gesellschaft für Musik. Verlag Jugend und Volk, Wien/München 1970.
- Zur Theorie eines polyvalenten-polydimensionalen und dynamischen Geschichtsbildes. In: Wissenschaft und Forschung. Zeitschrift für Grundfragen der Forschung und Weltanschauung. 1, Wien 1971.
- Der Weg nach Innen, Ortung ästhetischen Denkens heute. Verlag San-Michele, Zürich 1973.
- Protuberanzen. Band 1: Zur Theorie der Musikgeschichte. Bergland Verlag, Wien 1970.
- Carl Orffs De Temporum Fine Comoedia. Zu Entstehung und Werk. In: Studi Musicali Anno. Band II, Nr. 2, 1973, S. 341–363.
- Claude Debussy und der Art Nouveau. Firenze 1978.
- Kritische Erwägungen zu einer Gesamtheitsphilosophie der Musik. Werkanalyse und Erlebnis. Böhlau Verlag, Wien/Köln/Graz 1980, ISBN 3-205-07151-4.
- Zwei Essays zu Carl Orff: De Temporum Fine Comoedia. Böhlau Verlag, Wien/Köln/Graz 1981.
- Tractatus Religioso-Philosophicus. Ein Entwurf. (= Fragmente einer Kultur- und Lebensphilosophie. 80). Hermann Böhlaus Nachf., Wien/Köln/Graz 1981.

Zahlreiche Aufsätze in: Fragmente einer Kultur- und Lebensphilosophie. hg. von Rudolf M. Rozinek (S.A.W. Schmitt Verlag Zürich, Viernheim Verlag Viernheim, 1976 ff.)